# 民族统一辅导机构
民族统一辅导机构（缩写LPKB），是由华裔印度尼西亚人于1963年3月12日创立的组织。成立目的是为了与被认为倾向于印度尼西亚共产党的印度尼西亚国籍协商会抗衡。该组织主张在印度尼西亚华人社会宣扬同化的理念。该组织于1967年7月解散。
该组织创始人包括苏纳里约、拉迪乌斯·普拉威罗、曾春福、刘全道、王宗海、史福義、科斯馬斯·巴圖巴拉和雅谷·乌达玛。史福义后来因抨击民族统一辅导机构而被主席王宗海除名。史福义认为其华人成员背离初心，盲目追求消灭与华人身份有关的事物，与军队勾结献媚讨好以谋求仕途。对于统治者的暴行，残害那些被控卷入九三零事件的小百姓，包括对该事件一无所知的华人平民，则视若无睹。